# Lungarno (Florence)
Pour les articles homonymes, voir Lungarno.

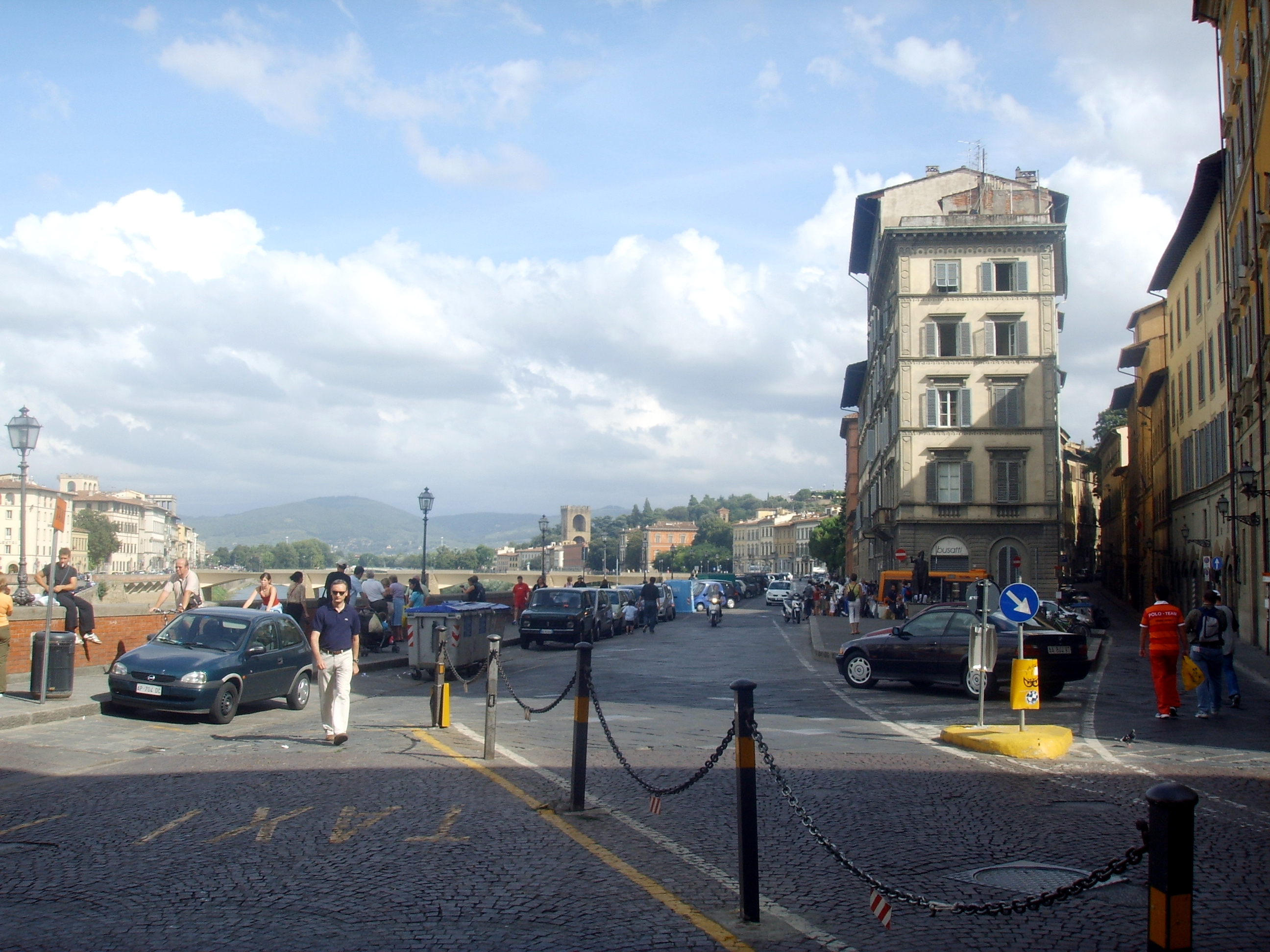
Le Lungarno Torrigiani à Florence

Les  Lungarni (pluriel de l'italien lungarno, littéralement « le long de l'Arno ») sont les quais qui  bordent le centre historique de Florence le long du fleuve l'Arno.
Les quais sont restructurés pendant le XIXe siècle, souvent au détriment de  quelques pittoresques structures anciennes, comme des viviers ou bien le passage couvert du Lungarno Serristori qui allait du Palazzo Serristori au Ponte alle Grazie.
Chaque quai est caractérisé par un palais, un édifice religieux ou un bâtiment public et souvent en porte le nom :
- le Lungarno Vespucci jusqu'à la Piazza Goldoni en passant par la Piazza Ognissanti
- le Lungarno Corsini et le Palazzo Corsini
- le Lungarno degli Acciaiuoli
- le Lungarno des Archibugieri où passe le Corridor de Vasari et qui dévoile les Offices
- le Lungarno Diaz avec l'édifice néoclassique de la Chambre de Commerce
- le Lungarno delle Grazie, avec l'Oratoire de Santa Maria delle Grazie
- le Lungarno della Zecca Vecchia, dominé par l'édifice de la Bibliothèque nationale centrale de Florence
- le Lungarno Pecori Giraldi
- le Lungarno del Tempio
- le Lungarno Cristoforo Colombo
- le Lungarno Torrigiani, avec le palais Torrigiani Del Nero qui lui a donné son nom
- le Lungarno dei Pioppi
- le Lungarno Pignone
- le Lungarno Soderini
- le Lungarno Guicciardini
- le Lungarno Serristori
- le Lungarno Cellini
- le Lungarno Francesco Ferrucci